# Estigmene linea
Estigmene linea là một loài bướm đêm thuộc phân họ Arctiinae, họ Erebidae.